# La Miotte
Pour les articles homonymes, voir Miotte (homonymie).
La colline de la Miotte est un mont situé dans le nord-est de la ville de Belfort et appartenant au massif du Jura. Elle abrite un fort comprenant une tour (supposée d'être le vestige d'un château médiéval), qui fut longtemps le principal emblème de la ville, avant d'être supplantée par le Lion de Belfort. Elle demeure cependant un symbole emblématique de la résistance de la ville au siège de 1870-1871.

## Toponymie
Selon le dictionnaire de Georges Stoffel, la tour était appelée Mote en 1427 et 1475, Mutte en 1581, et Miotte en 1719. L'historien Jean-Joseph Descharrières, la nomme la Pierre muette. Le terme moyénageux muete, semble venir du bas-latin muta, et a initialement le sens de « guerre, bataille, troupe au combat ».

## Géographie
Située au nord-est de la ville, la colline calcaire culmine à 459 mètres. Elle est couverte, sur ses flancs pentus, par une hêtraie chaude, très rare dans le département. D'autres peuplements forestiers sont présents comme la chênaie-charmaie calcicole à neutrophile et la chênaie-charmaie à érables et tilleuls.
Sur son versant sud pousse une pelouse sèche, sur laquelle une végétation herbacée peu élevée et des buissons épars se développent sur un sol pauvre.
Avec celle de la Justice, toute proche, ces collines en cuesta correspondent aux derniers contreforts du Jura.

La Miotte dominant l'étang des Forges.

## Histoire
La présence d'une tour médiévale est mentionnée en 1474. Elle fait 34 pieds (10,4 mètres) de haut.
En 1792, il est envisagé de construire un camp retranché autour de Belfort. Le génie militaire décide de construire une redoute sur les hauteurs de la Miotte, ouvrage achevé l'année suivante.
Parallèlement, la tour médiévale est rénovée en 1724 et 1789. Elle est alors de forme pyramidale, non creuse, d'après un manuscrit de 1826 de J.-J. Descharrières.
Entre 1831 et 1835, un fort bastionné triangulaire est érigé au sommet de la colline ; sa caserne peut accueillir 70 hommes. La tour médiévale est rasée et une nouvelle, haute de 13 mètres, est construite, en 1840, sur le bastion ouest. C'est alors une véritable tour creuse, munie d'un escalier intérieur de 45 marches.
C'est du fort de la Miotte que sont tirés les premiers et derniers obus français de la guerre de 1870. 
La tour est atteinte par des obus prussiens lors du siège de 1870-1871 et finit par s'effondrer en juillet 1873. Reconstruite en 1874-1875, elle est à nouveau détruite, en juin 1940, durant la Seconde Guerre mondiale. Elle est rebâtie en 1946 par des Belfortains de retour de captivité et inaugurée le 13 juillet 1947 devant une foule estimée à 5 000 personnes.

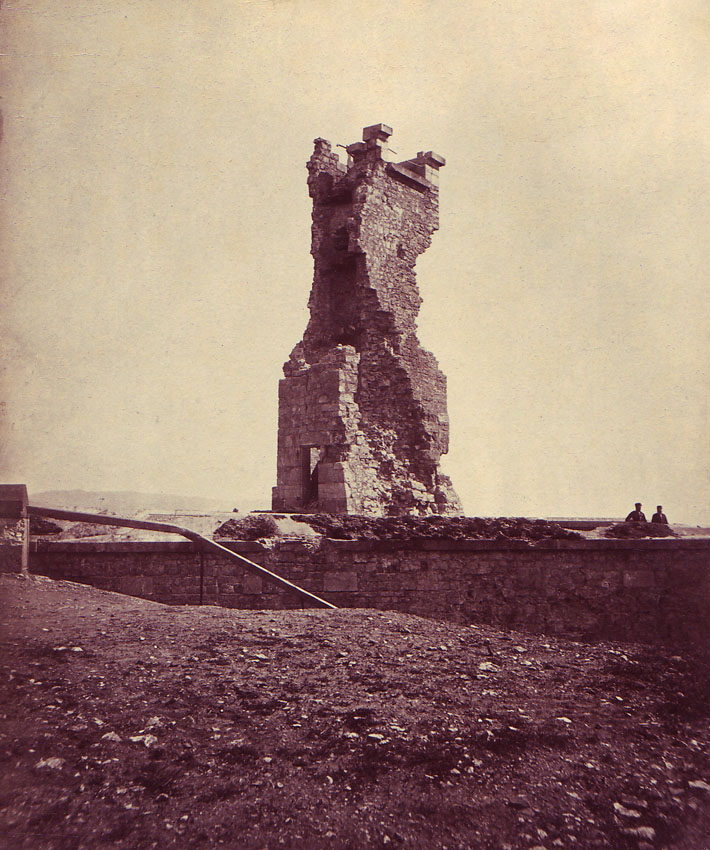
La tour de la colline de la Miotte en 1871.
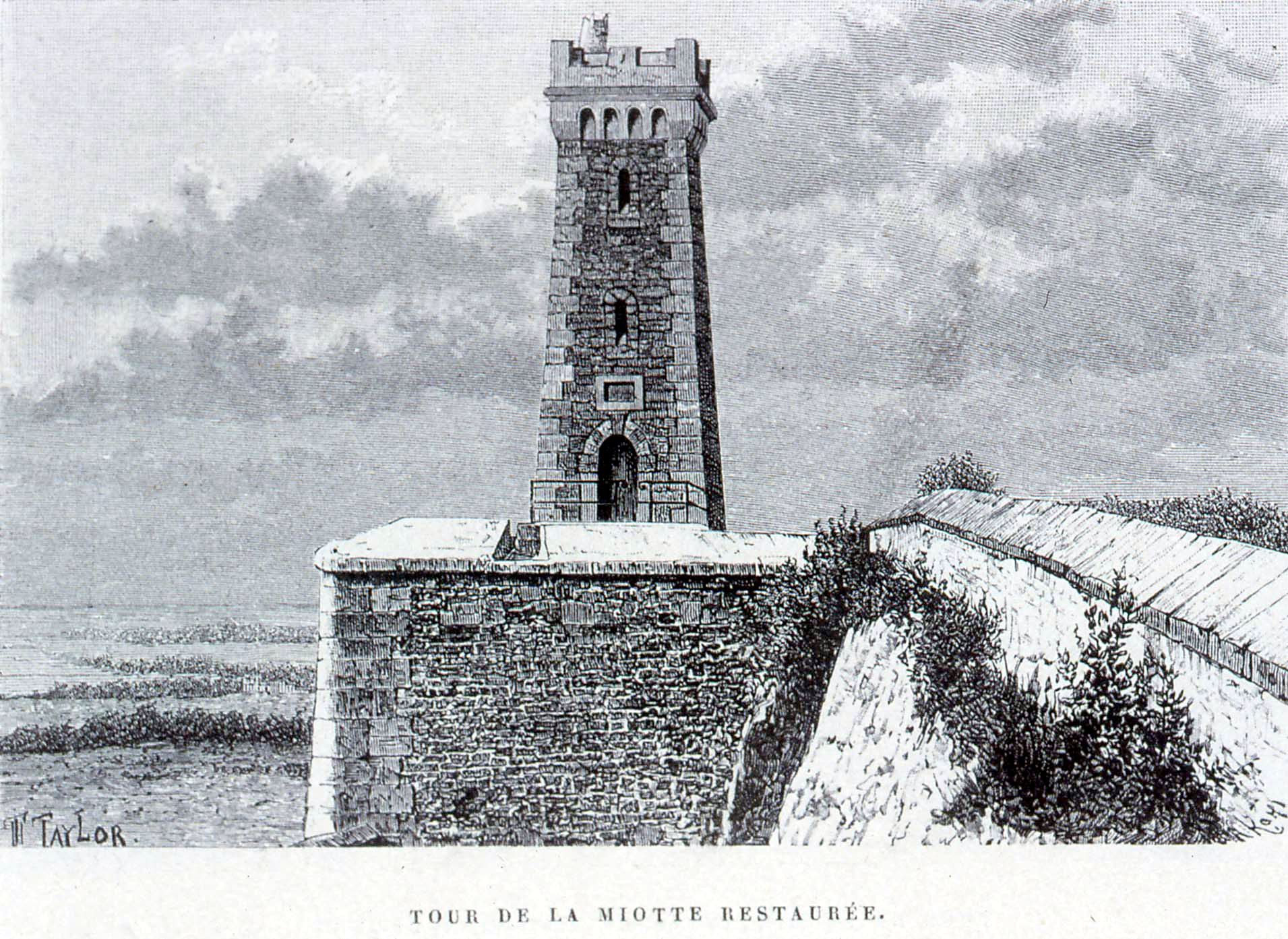
La tour en 1889, après sa restauration.
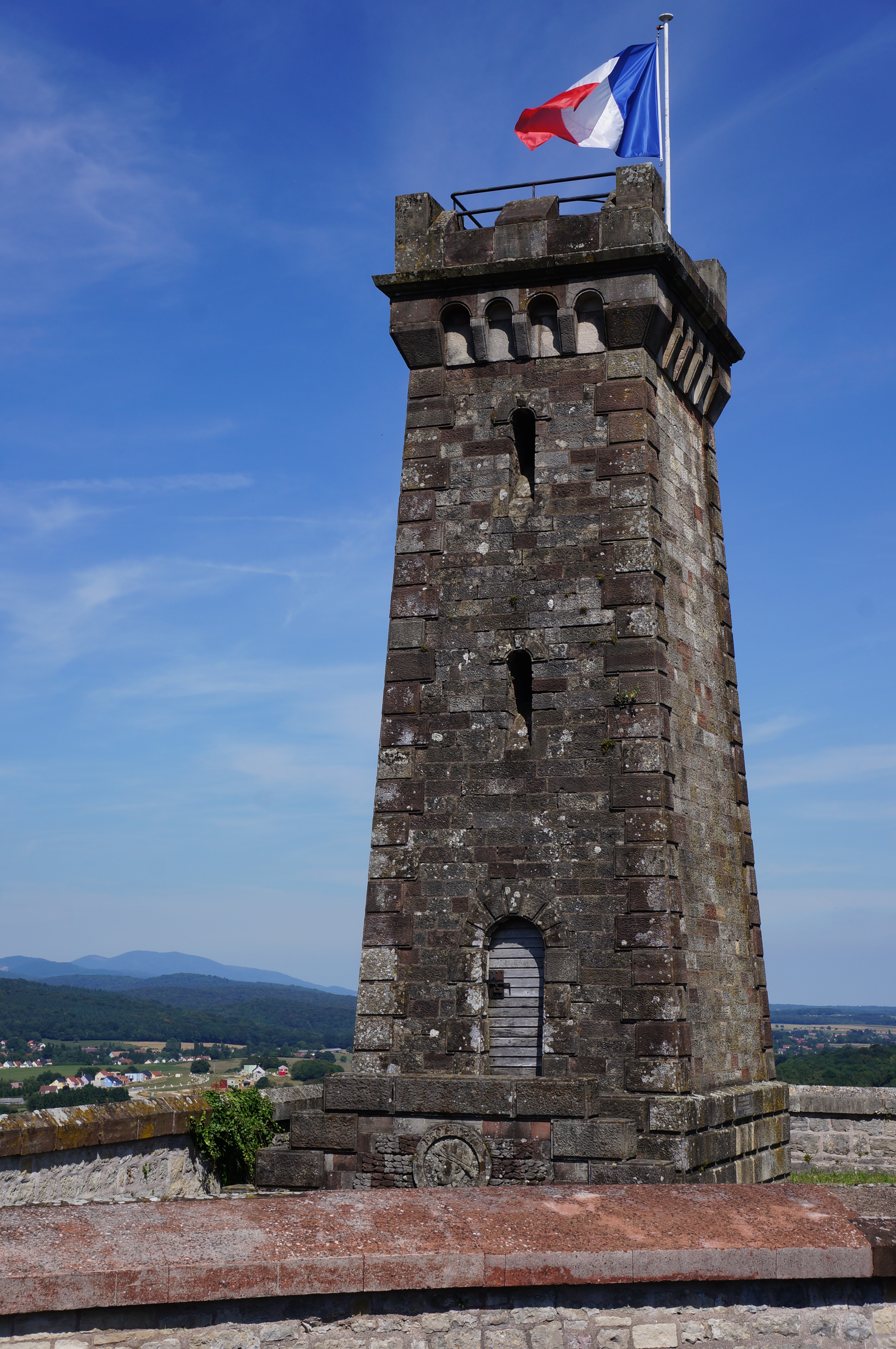
La tour en 2013.
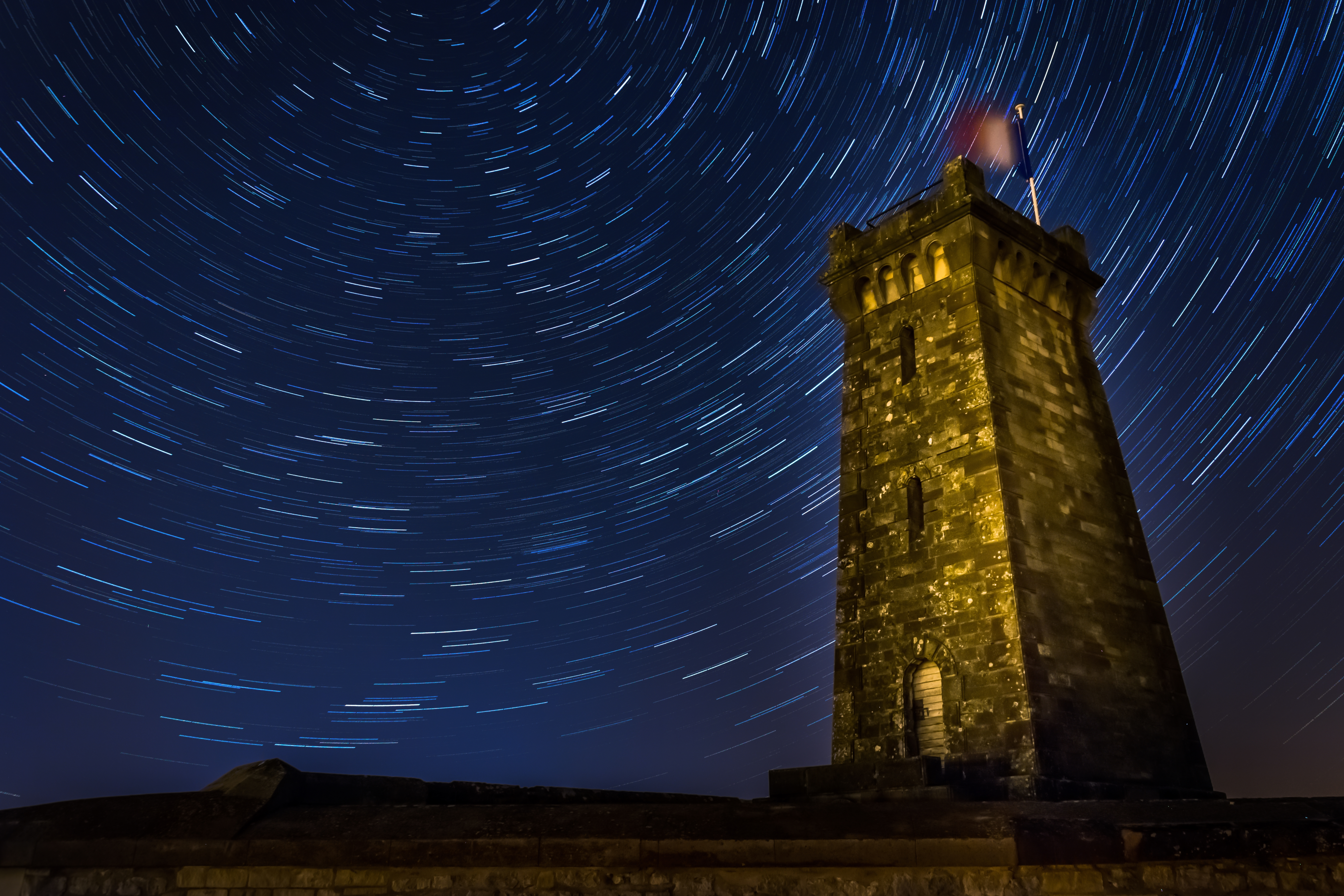
La tour de la Miotte de nuit.

## Activités
La clinique de la Miotte, d'une capacité de 135 lits, est en activité depuis 1989. Elle est située sur la colline, à proximité du centre ville de Belfort.

### Tourisme
Des sentiers pédestres permettent la pratique de la randonnée et la visite des ruines de l'ancien fort. Des visites guidées sont organisées chaque été par l'office de tourisme pour pénétrer au sein du fort de la Miotte.

### Protection environnementale
Un arrêté ministériel du 20 janvier 1982 interdit tout acte de destruction à l'encontre de six espèces de plantes protégées et de leur milieu sur les collines de la Miotte et de la Justice.